# Mayerling - le dernier amour du fils de Sissi
Pour plus de détails, voir Fiche technique et Distribution.
Mayerling - le dernier amour du fils de Sissi (titre original : Mayerling: Kronprinz Rudolfs letzte Liebe) est un film autrichien réalisé par Rudolf Jugert sorti en 1956.

## Synopsis
Le film commence avec les funérailles du prince héritier Rodolphe en 1889. Une rétrospective de sa vie, cependant, révèle un climat glacial à la cour impériale. L'empereur surveille chaque pas du prince héritier, qui à son tour s'est éloigné de sa femme Stéphanie il y a longtemps. Rodolphe, cependant, n'a pas le courage de renverser son père avec l'archiduc Jean et les Hongrois.
La comtesse Larisch, la cousine de Rodolphe, lui fait connaître la fille de son amie Hélène Vetsera, Marie Vetsera, et la jeune fille naïve donne à nouveau vie au monde glacé du prince héritier. Il veut l'épouser, mais sa demande au pape de dissoudre son mariage n'est pas entendue.
Rodolphe tombe dans la dépression et reconnaît finalement le désespoir de son existence. Accompagné du fidèle cocher Bratfisch et de son amante, qui accepte de le suivre partout, il se rend au château de Mayerling. Le cocher joue de la cithare pour le couple. Puis il part, un peu plus tard les amants vont trouver la mort.

## Fiche technique
- Titre : Mayerling - le dernier amour du fils de Sissi
- Titre original : Mayerling: Kronprinz Rudolfs letzte Liebe
- Réalisation : Rudolf Jugert assisté de Rainer Erler (de)
- Scénario : Erna Fentsch
- Musique : Willy Schmidt-Gentner
- Direction artistique : Alexander Sawczynski, Werner Schlichting
- Costumes : Charlotte Flemming
- Photographie : Günther Anders
- Son : Herbert Janeczka
- Montage : Herma Sandtner
- Production : Herbert Gruber
- Société de production : Sascha-Film, Lux-Film
- Société de distribution : Sascha Filmverleih
- Pays d'origine :  Autriche
- Langue : allemand
- Format : Couleur - 1,37:1 - mono - 35 mm
- Genre : Drame
- Durée : 99 minutes
- Dates de sortie :
  -  Allemagne : 28 février 1956.
  -  Pays-Bas : 28 février 1958.
  -  Espagne : 29 avril 1958.
  -  France : 7 mai 1958[1].

## Distribution
- Rudolf Prack : Rodolphe d'Autriche
- Christiane Hörbiger-Wessely : Marie Vetsera
- Winnie Markus : Marie von Wallersee-Larisch
- Lil Dagover : Élisabeth de Wittelsbach
- Erik Frey : L'empereur François-Joseph
- Attila Hörbiger : Josef Bratfisch (de)
- Adrienne Gessner : Hélène Vetsera
- Grete Zimmer (de) : Stéphanie de Belgique
- Walther Reyer : Jean de Habsbourg-Toscane
- Karl Ehmann (de) : Johann Loschek (de)
- Karl Schwetter (de) : Stockau
- Otto Woegerer : Krauss, le commissaire de police (de)